# Institut za hrvatski jezik
Institut za hrvatski jezik, do 2023. poznat kao Institut za hrvatski jezik i jezikoslovlje,  središnja je hrvatska znanstvena ustanova za proučavanje i njegovanje hrvatskoga jezika.

## Povijest
Institut za hrvatski jezik i jezikoslovlje osnovan je 1. veljače 1948. godine kao Odsjek za jezik Instituta za jezik i književnost JAZU-a (danas HAZU) s temeljnim zadatkom završavanja velikog Rječnika hrvatskoga ili srpskoga jezika (1882. – 1976.), koji je izišao u 23 knjige enciklopedijskoga formata s po 960 stranica (osim posljednjeg sveska koji ima 700-tinjak stranica), a obuhvaća oko 300.000 riječi. Naime, nakon smrti Tome Maretića 1938. godine nastala je 10-godišnja stanka, koja je prekinuta osnivanjem zasebne radne jedinice Instituta za jezik i književnost JAZU s predstojnikom Antunom Barcem. Voditelj posebnoga Odsjeka za jezik Instituta bio je Stjepan Musulin, a iz Odsjeka za jezik nastat će današnji Institut za hrvatski jezik i jezikoslovlje. 
U više od 65 godina svojega postojanja Institut je u više navrata mijenjao ime i ustroj, ali nikada se nije odricao svoje temeljne zadaće - skrbi o hrvatskome jeziku i očuvanju hrvatskoga jezičnoga identiteta. Institut je brigu o hrvatskome jeziku vodio i u razdobljima kada je ta skrb bila svestrano ometana. I u doba kada se hrvatski jezik nije mogao nazivati svojim pravim imenom, Institut je njegovao hrvatsku jezičnu kulturu, poticao stvaralački razvoj jezičnih teorija, izrađivao temeljna djela hrvatske leksikografije i jezikoslovlja uopće te sustavno proučavao hrvatsku dijalekatnu i onomastičku baštinu.

#### Institut za jezik JAZU-a (1952. – 1973.)
Od 1952. godine Institut za jezik JAZU-a postaje samostalna radna jedinica unutar ondašnje Jugoslavenske, a danas Hrvatske akademije znanosti i umjetnosti i pod tim će nazivom djelovati 20-ak godina, sve do 1973., kad se potpuno osamostaljuje od Akademije i postaje Institut za jezik. Upravo je u razdoblju od 1952. do 1973. godine Institut proživio jedno od svojih najburnijih razdoblja. Nakon Stjepana Musulina Institut preuzima dijalektolog Mate Hraste (ravnatelj od 1958. do 1965.), a dolaskom Ljudevita Jonkea na čelo Instituta (1965.) pokreće se rad na jednom od najopsežnijih institutskih zadataka: Gramatici i stilistici suvremenog hrvatsko-srpskog književnog jezika. 
Godina 1967. bit će za Institut za jezik izrazito burna. Tadašnji ravnatelj Instituta i predstojnik katedre za hrvatski jezik na Filozofskome fakultetu Ljudevit Jonke bio je idejni začetnik Deklaracije o nazivu i položaju hrvatskoga književnog jezika, a Institut za jezik jedan od supotpisnika. Jedan od autora teksta Deklaracije bio je i istaknuti institutski znanstvenik Slavko Pavešić. Godina 1968. važna je za jezikoslovnu kroatističku publicistiku jer izlazi prvi broj znanstvenoga i stručnog časopisa Rasprave. Institutska jezično-savjetodavna djelatnost, koju je marljivo provodio Slavko Pavešić, rezultirala je Jezičnim savjetnikom s gramatikom 1971. godine, a iste je godine iz tiska izišao prvi svezak Etimologijskoga rječnika hrvatskoga ili srpskoga rječnika (I-IV, 1971. – 1974.) Petra Skoka, koji je 25 godina nakon Skokove smrti kongeniozno za tisak priredio institutski znanstvenik Valentin Putanec.

#### Institut za jezik (1973. – 1977.)
Od 1973. do 1977. godine Institut vodi Božidar Finka, a to je razdoblje u kojem je Institut odvojen od JAZU-a i djeluje relativno samostalno. Razgranava se raznolika jezikoslovna djelatnost, ponajprije leksikografska (dovršava se Skokov Etimologijski rječnik hrvatskoga ili srpskoga jezika, započinje rad na Rječniku hrvatskoga kajkavskog književnog jezika (I. svezak tiskan 1984.) i Nimško-gradišćanskohrvatsko-hrvatskom rječniku (tiskan 1982.)), suvremenojezična (izrada velike znanstvene gramatike), dijalektološka (intenziviraju se terenska istraživanja i obrada skupljenog dijalektološkog materijala) i onomastička (objavljen je Leksik prezimena SR Hrvatske).

#### Zavod za jezik Instituta za filologiju i folkloristiku (1977. – 1991.)
Institut za jezik 1977. godine postaje dijelom Instituta za filologiju i folkloristiku pod nazivom Zavod za jezik, a za predstojnika je izabran Antun Šojat. Godine 1982. za predstojnika Zavoda izabran je ponovno Božidar Finka. Jedno od najvažnijih izdanja Zavoda za jezik jest Priručna gramatika hrvatskoga književnog jezika, autora Eugenije Barić, Mije Lončarića, Dragice Malić, Mirka Petija, Vesne Zečević i Marije Znika, tiskana 1979. godine, koja je za razliku od Hrvatskoga pravopisa Stjepana Babića, Božidara Finke i Milana Moguša, poznatijega kao Londonac, ipak "preživjela" iako je u naslovu imala samo hrvatsko ime jezika. Tijekom 1986. objavljene su prve dvije knjige nacrtâ za veliku gramatiku - Tvorba riječi Stjepana Babića i Sintaksa Radoslava Katičića - kao Akademijine publikacije, uz napomenu da su izrađene "u organizaciji Zavoda za jezik".

#### Zavod za hrvatski jezik Hrvatskoga filološkog instituta (1991. – 1996.)
Godine 1991. naziv Instituta se mijenja u Hrvatski filološki institut, a naziv Zavoda u Zavod za hrvatski jezik, s predstojnikom Mijom Lončarićem. Institutski rad prvi je put organiziran oko projekata: Suvremeni hrvatski književni jezik, Fundamentalna leksikografska djela hrvatskog jezika, Istraživanje narodnih govora u zemlji i inozemstvu, Onomastička istraživanja u Hrvatskoj te Hrvatska jezičnopovijesna istraživanja. Iste godine izlazi drugi dio gradišćanskohrvatskoga rječnika pod nazivom Gradišćanskohrvatsko-hrvatsko-nimški rječnik, a godine 1992. objavljen je pretisak Jambrešićeva rječnika Lexicon Latinum interpretatione Illyrica, Germanica et Hungarica.
Godine 1996. dužnost privremenog ravnatelja HFI-a preuzima Miro Kačić, a na snagu stupaju novi projekti Ministarstva znanosti i tehnologije, pri čemu je rad u Zavodu za hrvatski jezik obuhvaćen programom trajne istraživačke djelatnosti pod naslovom Hrvatski jezik i njegova povijest, s temama: Rječnici suvremenoga hrvatskog jezika, Rječnik hrvatskoga kajkavskog književnog jezika, Hrvatski dijalektološki atlas i Onomastička istraživanja u Hrvatskoj.

#### Institut za hrvatski jezik i jezikoslovlje (od 1996.)
Uredbom o podjeli Hrvatskoga filološkoga instituta Vlade Republike Hrvatske od 28. studenoga 1996. godine Hrvatski filološki institut dijeli se na dvije javne ustanove pod nazivom: 
Institut za hrvatski jezik i jezikoslovlje sa sjedištem u Zagrebu i Staroslavenski institut. Dotadašnji privremeni ravnatelj Miro Kačić imenovan je ravnateljem Instituta, a djelatnost Instituta za hrvatski jezik i jezikoslovlje je: 
- znanstvena istraživanja, razvojna istraživanja, objavljivanje rezultata znanstvenih i razvojnih istraživanja
- znanstveno osposobljavanje te održavanje i razvoj znanstvenoistraživačke infrastrukture u području humanističkih znanosti u polju filologija, a u svezi s povijesnim razvojem i suvremenim stanjem hrvatskog jezika i jezikoslovlja
- znanstvena istraživanja, razvojna istraživanja, objavljivanje rezultata znanstvenih i razvojnih istraživanja u srodnim poljima u znanstvenom području humanističkih znanosti
- visokostručna istraživanja i objavljivanje rezultata visokostručnih radova u području humanističkih znanosti u polju filologija.[3]

Godine 1999. izlazi Hrvatski jezični savjetnik skupine autora (urednice Milica Mihaljević i Lana Hudeček).
Od 2000. do 2001. godine ravnatelj je Instituta Marko Samardžija. Intenzivira se izdavačka djelatnost te se pokreće biblioteka pretisaka nekih od najvažnijih hrvatskih jezikoslovnih djela (Nova ričoslovica ilirčka Šime Starčevića iz 1812. godine, pretisak i prijevod Kašićeva djela Institutionum linguae illyricae libri duo iz 1604. i Pravopis jezika ilirskoga Josipa Partaša iz 1850.), a pokrenut je rad na projektu kritičkoga izdanja Blaga jezika slovinskoga Jakova Mikalje. Otisnuti su i prijevodi nekih važnih jezikoslovnih djela: Tečaj opće lingvistike Ferdinanda de Saussurea (u suizdavaštvu s ArTrezorom) te Opća i obrazložbena gramatika Port-Royala.
Od 2003. do 2011. ravnateljica je Dunja Brozović-Rončević. Odobrila je Hrvatski školski pravopis Stjepana Babića, Sande Ham i Milana Moguša 2004. godine, a od 15. travnja 2005. bila je institutska predstavnica te ujedno tajnica Vijeća za normu hrvatskoga standardnog jezika.  
Godine 2012. za ravnatelja je izabran institutski znanstvenik Željko Jozić (od 2020. godine u trećemu mandatu). Odmah nakon stupanja na dužnost prihvatio se rješavanja jednog od najvećih problema hrvatskoga jezikoslovlja – pravopisa hrvatskoga jezika. Na načelima društvene odgovornosti, transparentnosti u radu i suradnje s hrvatskim jezikoslovcima sredinom 2013. godine objavljen je na internetskoj stranici www.pravopis.hr javno dostupan Hrvatski pravopis Instituta za hrvatski jezik i jezikoslovlje kao rezultat rada institutskih znanstvenika i javne rasprave svih zainteresiranih govornika hrvatskoga jezika. Hrvatski je pravopis IHJJ-a od 31. srpnja 2013. godine za osnovno i srednje školstvo Ministarstvo znanosti, obrazovanja i sporta preporučilo za uporabu. 
U 2012. godini Institut je objavio 10 jezikoslovnih izdanja, među kojima se posebno ističe pretisak te transkripcija i leksikografska interpretacija Mikaljina Blaga jezika slovinskoga te Školski rječnik hrvatskoga jezika u suizdavaštvu sa Školskom knjigom.
Od 2014. godine Institut je pokrenuo novu manifestaciju Mjesec hrvatskoga jezika, koji spaja dva važna nadnevka: 21. veljače, Međunarodni dan materinskoga jezika, i 17. ožujka, dan kad je objavljenja Deklaracija o nazivu i položaju hrvatskog književnog jezika i kad završava spomen-tjedan Dani hrvatskoga jezika. Upravo je 17. ožujka 2014. predstavljen i prvi broj znanstveno-popularnoga časopisa Hrvatski jezik, a u suradnji s Nacionalnom i sveučilišnom knjižnicom u Zagrebu organizirana je izložba 375 godina hrvatskih pravopisa.
U ožujku 2015. godine Institut za hrvatski jezik i jezikoslovlje pokrenuo je novi jezični portal Bolje je hrvatski!, na mrežnoj adresi bolje.hr. Na portalu su ponuđene hrvatske zamjene za neke vrlo učestale riječi u hrvatskome jeziku engleskoga podrijetla (outsourcing, spin-off, in house, revolving door, start-up), a koje prema mišljenju velikog broja govornika hrvatskoga jezika nagrđuju hrvatski jezik te su vrlo nerazumljive i neprilagođene hrvatskome jeziku.
U suradnji s Večernjim listom u svibnju 2015. Institut je organizirao nacionalni natječaj "Biramo najljepši hrvatski rukopis".
U 2017. godini u povodu obilježavanja 50. obljetnice Deklaracije o nazivu i položaju hrvatskog književnog jezika (17. ožujka) i na kraju Mjeseca hrvatskoga jezika Institut je pokrenuo novi portal Hrvatski u školi te obnovljene mrežne stranice jezičnih savjeta, a objavljen je i mrežni rječnik kajkavskih ikavaca. Iste je godine objavljena i Hrvatska školska gramatika Lane Hudeček i Milice Mihaljević, koja je sljedeće godine objavljena kao prva mrežna javno dostupna gramatika hrvatskoga jezika na adresi gramatika.hr.
U 2018. godini Institut je pokrenuo manifestaciju Dan hrvatske glagoljice, uz potporu Hrvatske akademije znanosti i umjetnosti, Matice hrvatske, Nacionalne i sveučilišne knjižnice u Zagrebu, Staroslavenskoga instituta i Društva prijatelja glagoljice. Na inicijativu Instituta 15. veljače 2019. godine Hrvatski je sabor službeno proglasio dan 22. veljače Danom hrvatske glagoljice i glagoljaštva.
Upravo je 22. veljače 2019., kad je prvi put obilježen Dan hrvatske glagoljice i glagoljaštva predsjednica RH Kolinda Grabar-Kitarović Institutu za hrvatski jezik i jezikoslovlje dodijelila Povelju Republike Hrvatske za izniman doprinos očuvanju i njegovanju hrvatskoga jezika.

#### Institut za hrvatski jezik (od 2023.)
Ministarstvo znanosti i obrazovanja na prijedlog Ravnateljstva i uz suglasnost Znanstvenoga i Upravnoga vijeća donijelo je odluku o preimenovanju Instituta za hrvatski jezik i jezikoslovlje u Institut za hrvatski jezik.

## Ustrojbeni odjeli Instituta
Temeljna se djelatnost Instituta odvija unutar ustrojbenih Odjela Instituta u sklopu znanstvenoistraživačkih projekata koje je odobrilo Ministarstvo znanosti, obrazovanja i športa te u okviru poslova iz ugovora sklopljenih s drugim ustanovama ili organizacijama.

#### Odjel za hrvatski standardni jezik
U Odjelu za hrvatski standardni jezik izrađuju se jednojezični, višejezični, terminološki i drugi rječnici hrvatskoga jezika i proučava opća i hrvatska leksikologija i leksikografija. Ostvaruju se znanstveni i stručni zadatci u vezi s oblikovanjem i njegovanjem hrvatskoga standardnog jezika, proučavanjem njegova ustroja i funkcioniranja u društvu na hrvatskome jezičnom prostoru. Prioritetni je zadatak Odjela izradba višesvezačnoga rječnika na temelju reprezentativnoga korpusa hrvatskoga jezika. U Odjelu se izrađuju i temeljni jezični priručnici (gramatika hrvatskoga jezika, hrvatski jezični savjetnik i dr.) 

#### Odjel za povijest hrvatskoga jezika
U Odjelu za povijest hrvatskoga jezika istražuje se hrvatska jezična povijest i povijest jezika hrvatske pisane baštine, proučavaju se starija djela hrvatske leksikografije i priređuju njihova kritička izdanja, izrađuju se digitalizirana izdanja starijih rukopisnih rječnika i gramatika te rječnici i računalni korpusi starijih razdoblja hrvatskoga jezika.

#### Odjel za dijalektologiju
U Odjelu za dijalektologiju proučavaju se hrvatski narodni govori u Hrvatskoj i na područjima izvan njezinih granica na kojima žive Hrvati. Prikuplja se, obrađuje i digitalizira dijalektna građa, prikupljaju se i analiziraju zvučni zapisi za digitalnu fonoteku hrvatskih govora, izrađuje se hrvatski jezični atlas i obrađuje hrvatska jezična građa za međunarodne jezične atlase, izrađuju se dijalektološki rječnici i monografije.

#### Odjel za onomastiku i etimologiju
U Odjelu za onomastiku i etimologiju prikuplja se i obrađuje suvremena i povijesna imenska građa (toponimijska, antroponimijska i druga) s hrvatskoga područja te s područja izvan njezinih granica na kojima žive Hrvati. Prikupljaju se povijesne potvrde hrvatskih imena, proučava se jezično podrijetlo imena i izrađuju onomastički rječnici i priručnici. U Odjelu se obavljaju i etimološka istraživanja te se izrađuje etimološki rječnik hrvatskoga jezika.

#### Odjel za opće jezikoslovlje
U Odjelu za opće jezikoslovlje prikuplja se i digitalizira jezična građa za reprezentativni korpus hrvatskoga standardnog jezika te korpuse starijih razdoblja hrvatskoga jezika, rade se računalne i statističke analize hrvatskoga jezika, prevode se i priređuju za tisak temeljna djela suvremenoga jezikoslovlja, proučavaju se suvremene jezikoslovne teorije.

## Ravnatelji
Ravnatelji IHJJ:
- Antun Barac, predsjednik Instituta za jezik i književnost JAZU
- Stjepan Musulin, od 1948. do 1958.
- Mate Hraste, od 1958. do 1965.
- Ljudevit Jonke, od 1965. do 1973.
- Božidar Finka, od 1973. do 1977.
- Antun Šojat, od 1977. do 1982.
- Božidar Finka, od 1982. do 1987.
- Mijo Lončarić, od 1987. do 1996.
- Miro Kačić, od 1996. do 2001.
- Marko Samardžija, od 2001. do 2002.
- Nada Vajs Vinja (privremena ravnateljica), 2003.
- Dunja Brozović-Rončević, od 2003. do 2011.
- Nada Vajs Vinja (v. d. ravnatelja), od 2011. do 2012.
- Željko Jozić, od 2012.

## Upravno vijeće
- Vanda Babić-Galić, Institut za migracije i narodnosti (2018.)
- Ljiljana Kolenić, Filozofski fakultet Sveučilišta Josipa Jurja Strossmayera u Osijeku (2020.)
- Ivana Mamić,  Ministarstvo znanosti i obrazovanja RH (2022.)
- Ivana Matas Ivanković, znanstvena savjetnica, Institut za hrvatski jezik (2022.)
- Marijana Horvat, znanstvena savjetnica u trajnom izboru, Institut za hrvatski jezik (2022.)[8]